# Edyta Jungowska
Edyta Jungowska (sinh ngày 1 tháng 1 năm 1966 tại Warsaw, Ba Lan) là một diễn viên điện ảnh, diễn viên truyền hình và diễn viên sân khấu người Ba Lan.

## Sự nghiệp
Năm 1989, Edyta Jungowska tốt nghiệp Học viện nghệ thuật sân khấu quốc gia Aleksander Zelwerowicz ở Warsaw. Bà gặt hái thành công đầu tiên với vai diễn Maliczewska trong Zapolska, Zapolska do Adam Hanuszkiewicz đạo diễn vào năm 1990.
Ở mảng truyền hình, Edyta Jungowska ra mắt công chúng lần đầu tiên với vai Constanze Mozart trong vở kịch Amadeus của Peter Shaffer, do Maciej Wojtyszko đạo diễn. Năm 1995, bà xuất hiện lần đầu trong chương trình truyền hình Kabaret Olgi Lipińskiej, chương trình này hoạt động đến năm 2000. Edyta Jungowska trở nên nổi tiếng với vai diễn Bożena Van Graa trong sê-ri phim truyền hình Ba Lan mang tên Na dobre i na złe (For better and for worse).

## Thành tích nghệ thuật

### Vai diễn
- 1984: Szaleństwa panny Ewy trong vai Julka, bạn của Ewa
- 1999–2012: Na dobre i na złe (For better and for worse) trong vai Bożena Van Graaf
- 1999: Badziewiakowie trong vai Halina Badziewiakowa
- 2004: Cudownie ocalony trong vai Hanka
- 2007: Ja wam pokażę! trong vai Judyta
- 2010–nay: Klan (Clan) trong vai Małgorzata
- 2013-2016 Na Miłość I Domu (Na Love And House) trong vai  Magdalena Cywke
- 2013–nay: 2XL trong vai Laura Zabawska

### Tác phẩm lồng tiếng
- 1981–1990: The Smurfs – Nat
- 1993–1998: Animaniacs – Dot Warner
- 1995: Toy Story – Bou
- 1998–2004: The Powerpuff Girls – Buttercup
- 1999: Toy Story 2 – Bou
- 2001–2003: Braceface – Maria Wong
- 2007: Casper's Scare School – Casper